# Kaplica Najświętszej Maryi Panny Niepokalanie Poczętej w Mellieħa
Kaplica Najświętszej Maryi Panny Niepokalanie Poczętej (malt. Il-Kappella tal-Kunċizzjoni, ang. Chapel of Immaculate Conception) – niewielka rzymskokatolicka kaplica na końcu Marfa Ridge, na terenie znanym jako ir-Rdum tal-Madonna tal-Aħrax, w granicach Mellieħa na Malcie. Lokalnie kaplica jest nazywana Tan-Niċċia.

## Historia

### Oryginalna kaplica
O kaplicy w Aħrax w Mellieħa, poświęconej Maryi Niepokalanie Poczętej, niewiele jest udokumentowanych informacji. Ponieważ kaplica ta nie była stara, nie można znaleźć żadnych informacji w sprawozdaniach z wizyt duszpasterskich, takich jak wizyta Dusiny z 1575, ani w publikacji Achille Ferresa z 1866 Descrizzione storica delle Chiese di Malta e Gozo.

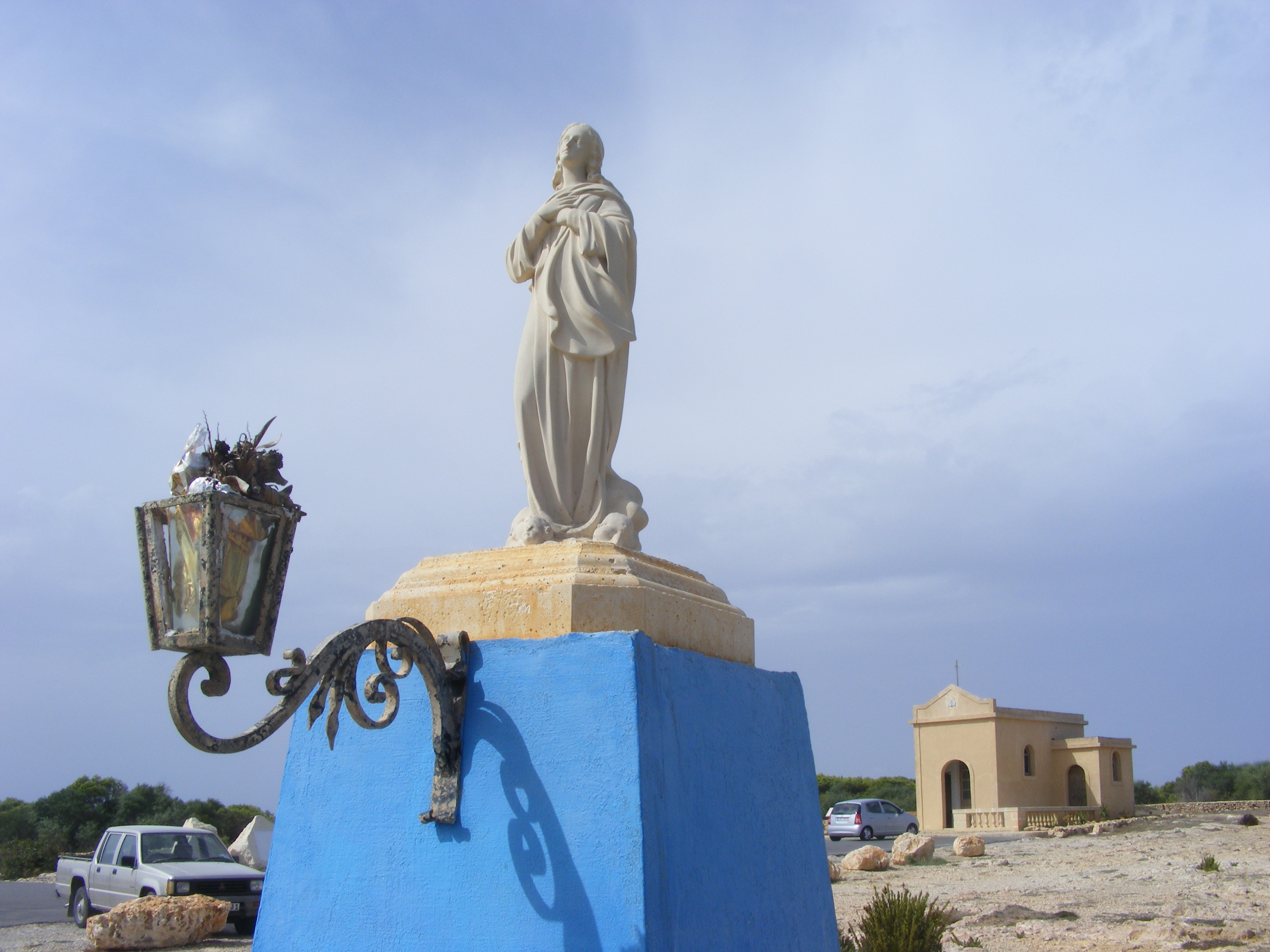
Figura Madonny tal-Aħrax z kaplicą w tle

Zanim zbudowano pierwszą kaplicę Niepokalanego Poczęcia, na klifach Matki Bożej w Aħrax w Mellieħa znajdowała się figura, która na mapie z 1783, przechowywanej w Naxxar jest zaznaczona jako „il-Madonna ta' l-Aħrax”.
Jeśli chodzi o samą kaplicę, Alfie Guillaumier mówi, że została zbudowana ponad sto lat temu, prawdopodobnie odnosząc się do późnych lat XIX wieku. Ponadto, jeśli miałby na myśli początek XIX wieku, wtedy Ferres również wspomniałby o tym w swojej książce z 1866. Została zbudowana przez miejscowego rybaka, który ocalał po wywróceniu się łodzi na morzu; jego towarzysz utonął, a on wybudował kapliczkę jako wotum za ocalenie życia.
Oryginalna kaplica została zbudowana bardzo blisko krawędzi klifu, nad warstwą gliny. Z czasem klify zaczęły ustępować, a na budynku pojawiły się pęknięcia. Budynek zaczął się powoli rozpadać, stwarzając śmiertelne niebezpieczeństwo, w razie obsunięcia się z klifem do morza, dla każdego, kto mógłby się w nim w tym czasie znajdować. W latach siedemdziesiątych XX wieku kaplica była już mocno zniszczona, zaś dobudowane do niej pomieszczenie – ruiną. Ostatecznie w latach dziewięćdziesiątych „zniknęła” w tajemniczy sposób, prawdopodobnie nielegalnie rozebrana na budulec.
Kaplica miała prostą fasadę z prostokątnym wejściem, zamkniętą narożnymi pilastrami. Fasada ukoronowana była zbliżonym do trójkąta frontonem, lub czymś w rodzaju spływu wolutowego. Centralnie nad frontonem był ozdobny element, służący prawdopodobnie za podstawę krzyża. Kaplicę otaczał niewielki kamienny placyk.

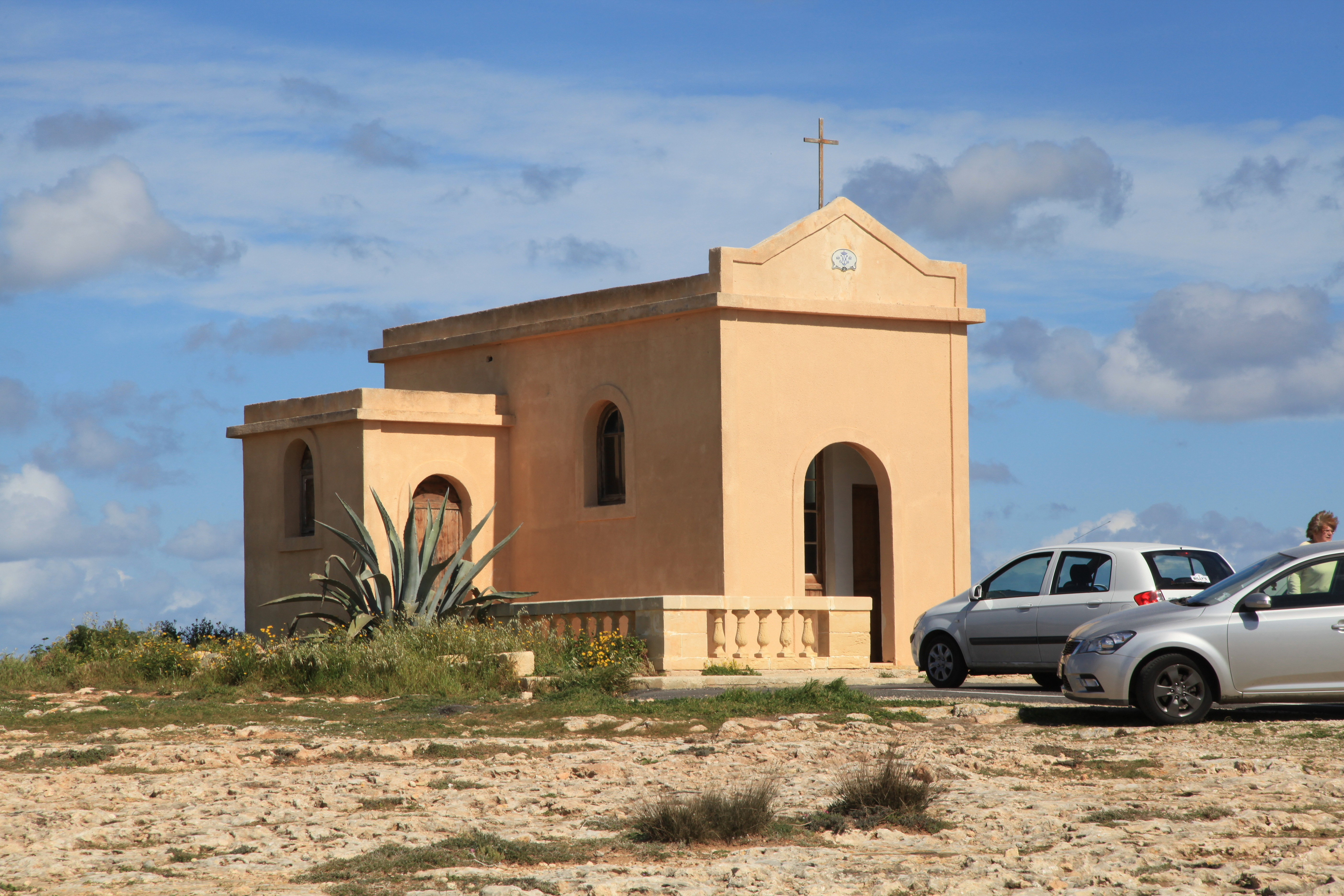
Kaplica z boku; widoczna jedna z zakrystii

### Aktualna kaplica
W 1961 kaplica została odbudowana w głębi lądu, dalej od krawędzi klifu. Nowy projekt, który był jednak zbliżony do poprzedniego został wykonany przez architekta Ġorġa J. Galeę, a budowniczym obiektu był Joseph Bartolo. Poświęcenie nowej kaplicy nastąpiło w grudniu 1961.
Od października 1981 do grudnia 1982 kaplica poddawana była renowacji.

## Architektura

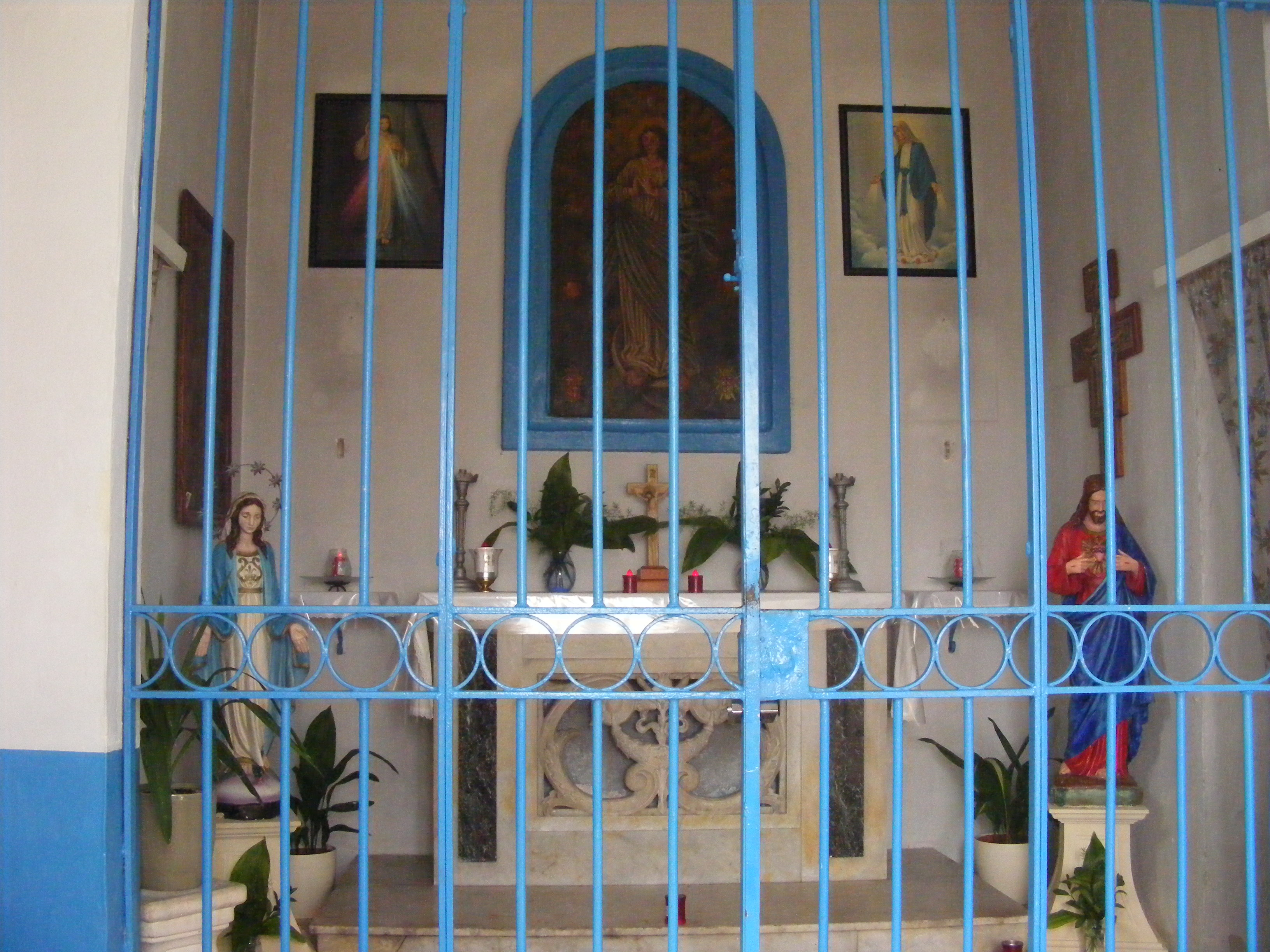
Wnętrze kaplicy

### Wygląd zewnętrzny
Fasada nowej kaplicy ma mały portyk z wejściem głównym oraz parą dodatkowych wejść. W bocznych ścianach znajdują się dwa okna, po bokach, cofnięte dwie małe zakrystie, każda z osobnym wejściem i oknem. Wokół budynku kaplicy biegnie kwadratowy gzyms, a fasadę wieńczy trójkątny fronton z ceramiczną tabliczką z monogramem Matki Bożej. Kaplicę otacza niewielki podwyższony placyk, otoczony kamienną balustradą.

### Wnętrze
W kaplicy jest jeden ołtarz. Wejście do kaplicy jest zazwyczaj zamknięte żelazną kratą. Została ona tam umieszczona ze względów bezpieczeństwa, ale trochę przypomina „ikonostas”, który można znaleźć w niektórych średniowiecznych kaplicach. W rzeczywistości umożliwia również nawiedzenie Najświętszego Sakramentu nawet wtedy, gdy kaplica jest zamknięta i niestrzeżona.

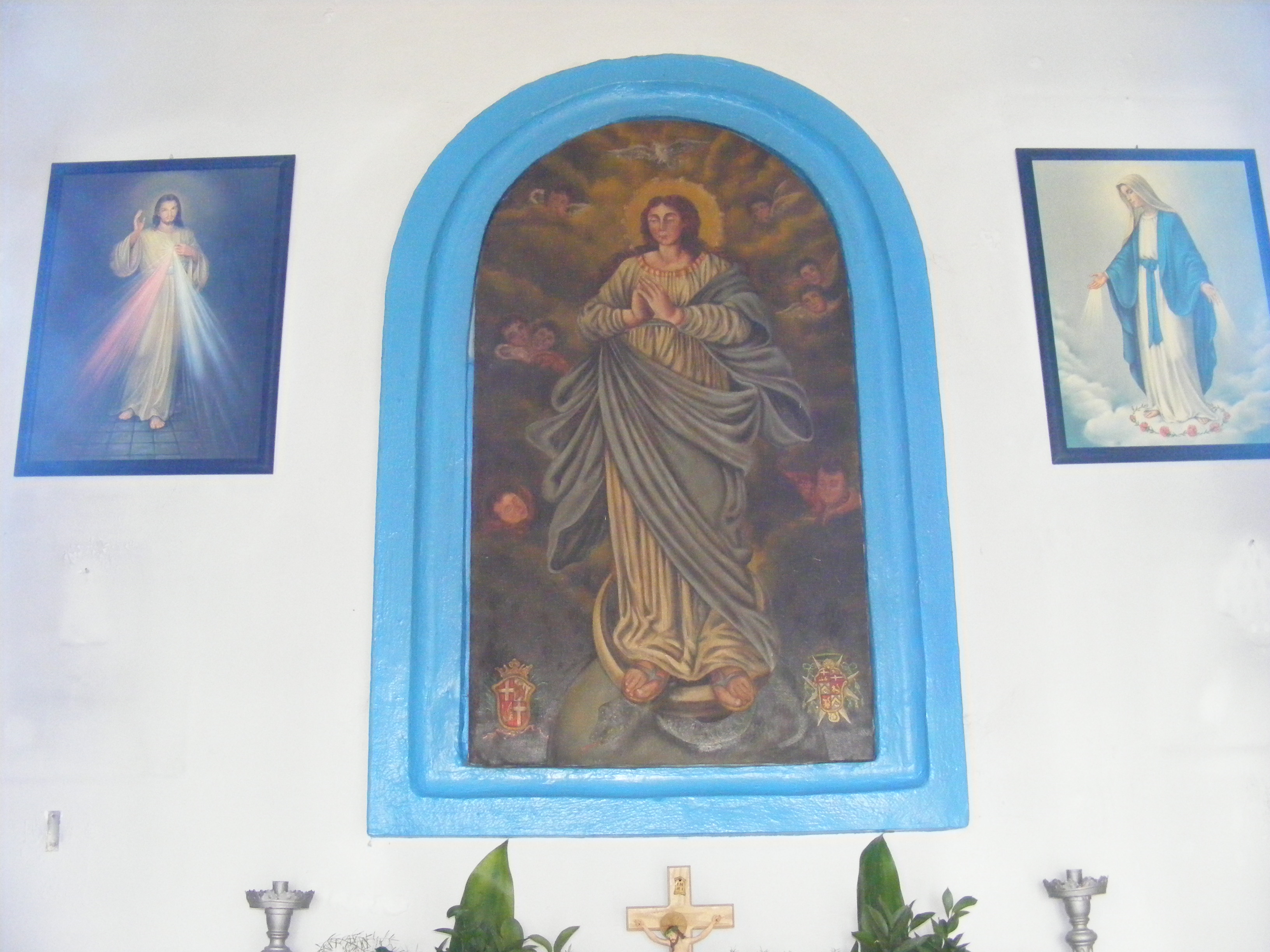
Obraz tytularny Niepokalane Poczęcie

Obraz tytularny przedstawia Niepokalane Poczęcie i jest kopią tego samego, który znajdował się w starej kaplicy. Oryginalny obraz jest namalowany na drewnie i znajduje się obecnie w sanktuarium w Mellieħa. Przedstawione są również na nim herby wielkiego mistrza Antonio Manoela de Vilheny i biskupa Alpherana de Bussan. Oznacza to, że obraz powstał w latach 1728–1736, czyli w okresie rządów wielkiego mistrza Vilheny i biskupa de Bussan. Oznacza to również, że obraz ten został przywieziony skądinąd, ponieważ powstał na długo przed wybudowaniem pierwszej kaplicy. W kaplicy znajdują się też małe figury Niepokalanego Poczęcia i Najświętszego Serca Jezusa, a także kilka obrazów o tematyce religijnej.

## Świątynia dzisiaj
W kaplicy nie odprawia się regularnych mszy świętych.